# Mr. Jarr Brings Home a Turkey
Mr. Jarr Brings Home a Turkey è un cortometraggio muto del 1915 diretto da Harry Davenport.
Secondo capitolo della serie Vitagraph dedicata alle vicende della famiglia Jarr.

## Produzione
Il film fu prodotto dalla Vitagraph Company of America.

## Distribuzione
Distribuito dalla General Film Company, il film - un cortometraggio in una bobina - uscì nelle sale cinematografiche statunitensi il 15 marzo 1915.